# Министарство рада и борачко-инвалидске заштите Републике Српске
Министарство рада и борачко-инвалидске заштите по обиму послова је једно од најсложенијих министарстава у Влади Републике Српске. Подијељено је у три организационе јединице:
- Секретаријат
- Ресор рада и запошљавања
- Ресор борачко-инвалидске заштите и заштите цивилних жртава рата

Садашњи министар рада и борачко-инвалидске заштите Републике Српске је Душко Милуновић.

## Историјат
Министарство за питања бораца и жртава рата Републике Српске при Влади Републике Српске установљено је 27. јануара 1993. на сједници Народне скупштине Републике Српске.
За првог министра, на наведеној скупштинској сједници, именован је др Драган Ђокановић, предсједник Демократске странке федералиста, који је исте године обавио послове формирања министарства.
Министарство је припремило законе којим су регулисани статуси и права бораца, породица погинулих бораца, ратних војних инвалида и цивилних жртава рата у Републици Српској.

## Надлежности
Осим надлежности у области рада и радних односа, надлежност ресора рада је и запошљавање, у смислу остваривања права незапослених лица; ресорна надлежност ове организационе јединице министарства је и област пензијског и инвалидског осигурања.
Ресор борачко-инвалидске заштите бави се проблематиком бораца, војних и мирнодопских инвалида и породица погинулих бораца, као и цивилних жртава рата.